# Schweizerischer Public Relations Verband
Der Schweizerische Public Relations Verband (SPRV), kurz pr suisse, ist der Berufsverband der Public-Relations-Fachleute in der Schweiz. Dieser hat seinen Sitz in Zürich und vertritt rund 1'200 Mitglieder.

## Struktur
Der gesamtschweizerische Berufsverband besteht aus sieben Regionalgesellschaften und umfasst als einzige Branchenorganisation Vertreter von Agenturen, Unternehmen, Organisationen und Verwaltung. Damit ist er der repräsentative Interessenvertreter der Schweizer PR-Branche. Zu den Hauptaufgaben zählen die Förderung des Ansehens des Berufsstandes, der Akzeptanz der Public Relations, der Anerkennung der Branche in der Öffentlichkeit und einem Aus- und Weiterbildungsangebot.
Gegenwärtiger Präsident des SPRV ist Alberto Stival. Er steht dem insgesamt neunköpfigen Zentralvorstand vor.
Im internationalen Rahmen ist der SPRV Mitglied der Global Alliance.